# Aèrope
Aèrope (en grec antic Ἀερόπη, "cara brumosa"), va ser, segons la mitologia grega, filla de Catreu, fill de Minos i rei de Creta.
Catreu tenia tres filles i un fill. Les noies eren Aèrope, Clímene i Apemòsine, i el noi, Altèmenes. Va consultar l'oracle per saber com moriria, i aquest li va dir que moriria a mans d'un dels seus fills. Catreu va guardar en secret la profecia, però Altèmenes la va conèixer i va fugir immediatament amb la seva germana Apemòsine per instal·lar-se a Rodes. Catreu va agafar Aèrope i Clímene i les donà a Naupli, el viatger, amb l'ordre de vendre-les com a esclaves, ben lluny. Naupli va portar les noies a Argos, on Aèrope es va casar amb Plístenes, rei del país. D'aquest matrimoni en van néixer Agamèmnon i Menelau.
Una altra llegenda diu que Catreu va entregar Aèrope a Naupli, no per por de ser mort per ella, sinó perquè s'havia entregat a un esclau. Li va dir que la llencés al mar. Segons aquesta versió, Aèrope no s'havia casat amb Plístenes, sinó amb Atreu, que va ser el pare d'Agamèmnon i Menelau. Per resoldre aquesta contradicció, s'explicava que la noia es va casar amb Plístenes, que era fill (o pare) d'Atreu, i que quan aquest va morir es va casar amb Atreu, i Agamèmnon i Menelau van ser criats per aquest.
Mentre estava casada amb Atreu es va deixar seduir pel seu cunyat Tiestes, i li va donar secretament el moltó d'or que garantia al seu marit el poder reial. Tot i això, Atreu va aconseguir mantenir-se en el tron gràcies a la intervenció de Zeus. Per castigar a la seva dona la va llençar al mar.
Pausànias parla d'una altra Aèrope, filla de Cefeu, que va ser amant d'Ares i que va morir en donar a llum un fill d'aquest déu. Però Ares va fer que el nen s'alimentés amb la llet de la seva mare morta.